# Ruunaa
Ruunaa este o arie protejată (arie specială de conservare — SAC, sit de importanță comunitară — SCI, arie de protecție specială avifaunistică — SPA) din Finlanda întinsă pe o suprafață de 11.978 ha, integral pe uscat.

## Localizare
Centrul sitului Ruunaa este situat la coordonatele 63°24′01″N 30°35′34″E / 63.4003°N 30.5928°E.

## Înființare
Situl Ruunaa a fost declarat sit de importanță comunitară în august 1998 pentru a proteja 35 de specii de animale. Alte tipuri de protecție:
- arie de protecție specială avifaunistică (în iunie 2005)[2]
- arie specială de conservare (în aprilie 2015)[1][3][4]

## Biodiversitate
Situată în ecoregiunea boreală, aria protejată conține 13 habitate naturale: Ape oligotrofe din câmpii nisipoase, cu un conținut foarte redus de minerale (Littorelletalia uniflorae), Lacuri și iazuri distrofice naturale, Râuri naturale fino-scandinave, Cursuri de apă de la nivel de câmpie la nivel montan, cu vegetație Ranunculion fluitantis și Callitricho-Batrachion, Turbării active, Mlaștini turboase de tranziție și turbării mișcătoare, Izvoare fino-scandinave și mlaștini produse de izvoare bogate în minerale, Mlaștini alcaline, Turbării Aapa, Taiga vestică, Păduri de conifere pe eskere fluvioglaciare sau legate la acestea, Mlaștini împădurite, Păduri aluvionare cu Alnus glutinosa și Fraxinus excelsior (Alno-Padion, Alnion incanae, Salicion albae).
La baza desemnării sitului se află mai multe specii protejate:
- păsări (31): minunița (Aegolius funereus), gâscă de semănătură (Anser fabalis), cocoșul de mesteacăn (Bonasa bonasia), buha (Bubo bubo), șorecarul comun (Buteo buteo), prundaș de nămol (Calidris falcinellus), mierla de apă (Cinclus cinclus), erete vânăt (Circus cyaneus), lebădă de iarnă (Cygnus cygnus), ciocănitoare neagră (Dryocopus martius), Emberiza rustica, șoim de iarnă (Falco columbarius), șoimul rândunelelor (Falco subbuteo), vânturel roșu (Falco tinnunculus), muscar (Ficedula parva), cufundar polar (Gavia arctica), cufundar mic (Gavia stellata), cocor (Grus grus), sfrâncioc roșiatic (Lanius collurio), Larus fuscus fuscus, Lyrurus tetrix tetrix, codobatura galbenă (Motacilla flava), viespar (Pernis apivorus), pitulice verzuie (Phylloscopus trochiloides), ciocănitoare de munte (Picoides tridactylus), ploier auriu (Pluvialis apricaria), Spatula clypeata, chiră de baltă (Sterna hirundo), măcăleandru albastru (Tarsiger cyanurus),  cocoș de munte (Tetrao urogallus), fluierar de mlaștină (Tringa glareola)
- mamifere (3): gluton (Gulo gulo), vidră de râu (Lutra lutra), Rangifer tarandus fennicus
- nevertebrate (1): Boros schneideri

Pe lângă speciile protejate, pe teritoriul sitului au mai fost identificate 3 specii de mamifere, 3 specii de nevertebrate, 26 de specii de pești.